# Adriana Crăciun
Adriana Gabriela Crăciun (* 29. Januar 1989 in Slatina, geborene Adriana Gabriela Țăcălie) ist eine rumänische Handballspielerin.

## Karriere
Adriana Crăciun spielte in ihrer Heimat bei CS Oltchim Râmnicu Vâlcea, mit dem sie mehrfach die rumänische Meisterschaft gewann, und für den sie im Europapokal der Pokalsieger, dem EHF-Pokal und der EHF Champions League auflief. Nachdem die 1,80 Meter große Rückraumspielerin in der Saison 2011/12 beim montenegrinischen Verein ŽRK Budućnost Podgorica spielte, mit dem sie ebenfalls Meisterin wurde, stand sie ab 2012 in Rumänien bei ASC Corona 2010 Brașov unter Vertrag. Zur Saison 2017/18 wechselte sie zum französischen Erstligisten CJF Fleury Loiret Handball. Seit dem Sommer 2019 steht sie beim rumänischen Erstligisten CS Măgura Cisnădie unter Vertrag.
Crăciun gehört zum Kader der Rumänischen Nationalmannschaft, mit der sie an der Weltmeisterschaft 2013 in Serbien sowie der Europameisterschaft 2014 in Kroatien und Ungarn teilnahm.